# Гремпијенске планине
Гремпијенске планине (Ам Монадх на шкотском гелском) су један од три значајна планинска венца у Шкотској. Оне заузимају значајан део Шкотских височја у северном делу Шкотске. Остали значајни планински венци су Северозападно и Јужно побрђе. 
Гремпијенски венац протеже се од југозапада ка североистоку, између граничног раседа Северозападног побрђа и Великог Глена (долине), укључујући Кернгорм и брда Лохабер. Заузима скоро половину копнене површине Шкотске. Венац обухвата многе од највиших планина на Британским острвима, укључујући Бен Невис (највишу тачку Британских острва са 1.345 m или 4.413 стопа надморске висине) и Бен Мекдуи (други по висини, са 1.309 m или 4.295 стопа).